# Olympische Sommerspiele 2016/Segeln – 470er (Frauen)
Die Segelregatta mit dem 470er der Frauen bei den Olympischen Sommerspielen 2016 in Rio de Janeiro wurde vom 10. bis 18. August 2016 ausgetragen.

## Titelträgerinnen
| Olympiasiegerinnen | Jo Aleh / Olivia Powrie    | London 2012    |
| Weltmeisterinnen   | Jolanta Ogar / Lara Vadlau | Santander 2014 |

## Zeitplan
| ● | Regatta | ● | Medal Race |

| Datum   | August  | August  | August  | August  | August  | August  | August  | August  | August  |
| Datum   | 10. Mi. | 11. Do. | 12. Fr. | 13. Sa. | 14. So. | 15. Mo. | 16. Di. | 17. Mi. | 18. Do. |
| ------- | ------- | ------- | ------- | ------- | ------- | ------- | ------- | ------- | ------- |
| Regatta | 1/2     | 3/4     | 5       | frei    | 6/7     | frei    | 8/9/10  | frei    | ●       |

## Ergebnisse
| - † = Streichergebnis - UFD = "U" flag disqualification - BFD = "Black" flag disqualification - RDG = Redress given (Anerkannte Abhilfe) - DNF = Did not finish (Rennen nicht beendet) - DPI = Discretionary penalty imposed (Strafe) - DSQ = Disqualifikation - OCS = On the course side of the starting line (Falsche Position bei Start) - RET = Retired |

| Rang | Athletinnen                              | Nation             | Regatta   | Regatta  | Regatta | Regatta   | Regatta   | Regatta   | Regatta | Regatta  | Regatta   | Regatta | Regatta | Punkte | Punkte                |
| Rang | Athletinnen                              | Nation             | I         | II       | III     | IV        | V         | VI        | VII     | VIII     | IX        | X       | MR      | Gesamt | Mit Streich- ergebnis |
| ---- | ---------------------------------------- | ------------------ | --------- | -------- | ------- | --------- | --------- | --------- | ------- | -------- | --------- | ------- | ------- | ------ | --------------------- |
| 1    | Hannah Mills Saskia Clark                | Großbritannien     | 4         | 7        | 1       | 6         | 1         | 8†        | 1       | 3        | 2         | 3       | 16      | 52     | 44                    |
| 2    | Jo Aleh Olivia Powrie                    | Neuseeland         | 21† (DSQ) | 1        | 4       | 1         | 12        | 21        | 3       | 1        | 1         | 4       | 6       | 75     | 54                    |
| 3    | Camille Lecointre Hélène Defrance        | Frankreich         | 6         | 18†      | 2       | 3         | 4         | 13        | 7       | 7        | 6         | 2       | 12      | 80     | 62                    |
| 4    | Afrodite Zegers Anneloes van Veen        | Niederlande        | 15†       | 2        | 8       | 8         | 14        | 4         | 11      | 2        | 3         | 7       | 4       | 78     | 63                    |
| 5    | Ai Kondō Yoshida Miho Yoshioka           | Japan              | 1         | 4        | 3       | 7         | 19†       | 9         | 12      | 4        | 11        | 1       | 14      | 85     | 66                    |
| 6    | Tina Mrak Veronika Macarol               | Slowenien          | 2         | 6        | 5       | 4         | 21† (UFD) | 12        | 4       | 21 (DSQ) | 5         | 6       | 2       | 88     | 67                    |
| 7    | Annie Haeger Briana Provancha            | Vereinigte Staaten | 7         | 3        | 10†     | 2         | 5         | 5         | 2       | 8        | 8         | 9       | 20      | 79     | 69                    |
| 8    | Fernanda Oliveira Ana Barbachan          | Brasilien          | 5         | 5        | 13      | 10        | 2         | 21† (UFD) | 9       | 6        | 13        | 5       | 8       | 97     | 76                    |
| 9    | Lara Vadlau Jolanta Ogar                 | Österreich         | 3         | 12       | 12      | 5         | 6         | 1         | 5       | 16       | 21† (DSQ) | 14      | 18      | 113    | 92                    |
| 10   | Agnieszka Skrzypulec Irmina Gliszczyńska | Polen              | 10        | 14       | 9       | 21† (RET) | 3         | 14        | 19      | 12       | 7         | 8       | 10      | 127    | 106                   |
| 11   | Nadja Horwitz Sofia Middleton            | Chile              | 9         | 11       | 18†     | 16        | 10        | 2         | 10      | 10       | 14        | 15      | –       | 115    | 97                    |
| 12   | Bárbara Cornudella Sara López            | Spanien            | 14        | 13       | 7       | 11        | 13        | 11        | 13      | 18†      | 9         | 10      | –       | 119    | 101                   |
| 13   | Alissa Kiriljuk Ljudmila Dmitrijewa      | Russland           | 21† (UFD) | 21 (DSQ) | 6       | 9         | 11        | 7         | 18      | 9        | 12        | 11      | –       | 125    | 104                   |
| 14   | Linda Fahrni Maja Siegenthaler           | Schweiz            | 8         | 15       | 15      | 12        | 9         | 10        | 8       | 11       | 16        | 19†     | –       | 123    | 104                   |
| 15   | Carrie Smith Jaime Ryan                  | Australien         | 16        | 8        | 11      | 17†       | 7         | 6         | 14      | 15       | 17        | 12      | –       | 123    | 106                   |
| 16   | Huang Lizhu Wang Xiaoli                  | China              | 11        | 10       | 14      | 13        | 16        | 16        | 17†     | 13       | 4         | 16      | –       | 130    | 113                   |
| 17   | Gil Cohen Nina Amir                      | Israel             | 21† (UFD) | 9        | 19      | 15        | 17        | 17        | 15      | 5        | 10        | 13      | –       | 141    | 120                   |
| 18   | Annika Bochmann Marlene Steinherr        | Deutschland        | 12        | 16       | 17      | 21† (DNF) | 15        | 3         | 6       | 14       | 21 (DSQ)  | 17      | –       | 142    | 121                   |
| 19   | Elena Berta Alice Sinno                  | Italien            | 13        | 19       | 16      | 14        | 8         | 15        | 16      | 19       | 15        | 20†     | –       | 155    | 135                   |
| 20   | Jovina Choo Amanda Ng                    | Singapur           | 17        | 17       | 20      | 21† (DNF) | 18        | 21 (UFD)  | 20      | 17       | 18        | 18      | –       | 187    | 166                   |